# کاستیلیونه کیاوارزه
کاستیلیونه کیاوارزه (به ایتالیایی: Castiglione Chiavarese) یک کومونه در ایتالیا است که در استان جنوا واقع شده‌است.

## خصوصیات
کاستیلیونه کیاوارزه ۳۰٫۱ کیلومترمربع مساحت و ۱٬۵۸۰ نفر جمعیت دارد و ۲۷۱ متر بالاتر از سطح دریا واقع شده‌است.